# Ахерн, Джерри
Джерри Ахерн (англ. Jerry Ahern; 23 июня 1946, Чикаго, Иллинойс — 24 июля 2012, Джефферсон, Джорджия) — американский писатель-фантаст, сценарист.

## Биография
Окончил Высшую школу математики и естественных наук Роберта Линдблома в Чикаго. Служил в корпусе подготовки офицеров запаса.
Был экспертом по огнестрельному оружию. Работал президентом компании по производству огнестрельного оружия и связанными с ним аксессуарами Ahern Enterprises. Выпускал собственную линию кобуры. В 2004—2007 годах Ахерн был президентом компании Detonics, занимающейся производством пистолетов в стиле ретро 1911 года.
Умер от рака.

## Творчество
Дебютировал, как прозаик в 1980 году. В 1996 году напечатал первый научно-фантастический роман.
Джерри Ахерн — плодовитый американский писатель, создавший ряд научно-фантастических романов и книг в жанре боевая фантастика, научной литературы, несколько публикаций в журналах «Gun Digest», «Guns Magazine» и других изданиях об огнестрельном оружии. Тираж книг автора в Соединенных Штатах превысил один миллион экземпляров.
Наиболее известен, как автор пост-апокалиптической литературы. Один из видных представителей движения сурвивализма в литературе США со своей серией книг «The Survivalist» и «Crusade». Цикл его произведений посвящён борьбе людей за выживание после ядерной войны, основная тема — борьба за спасение жизни семьи экс-агента ЦРУ Джона Томаса Рурка.
Большинство романов писателя написаны, как серии с несколькими книгами, с одними и теми же персонажами. Основные темы книг — борьба за выживание, самооборона, мужество и настойчивость героев. Последний опубликованный роман Джерри Ахерна «Written in Time» — это частично автобиографическая книга о романисте и его семье, попавшей волей случая во времена до XIX века.
Писал совместно со своей женой Шарон Ахерн. Автор более 80 книг.

## Избранные произведения
Серия книг «Выживший» / The Survivalist
- Total War (1981)
- The Nightmare Begins (1981)
- The Quest (1981)
- The Doomsayer (1981)
- The Web (1983)
- The Savage Horde (1983)
- The Prophet (1984)
- The End Is Coming (1984)
- Earth Fire (1984)
- The Awakening (1984)
- The Reprisal (1985)
- The Rebellion (1985)
- Pursuit (1986)
- The Terror (1986)
- Overlord (1987)
- The Arsenal (1987)
- The Ordeal (1988)
- Mid-Wake (1988)
- The Struggle (1989)
- Final Rain (1989)
- Firestorm (1989)
- To End All War (1990)
- The Legend (1990)
- Brutal Conquest (1991)
- Call To Battle (1992)
- Blood Assassins (1992)
- War Mountain (1993)
- Countdown (1993)
- Death Watch (1993)

Серия книг «Защитник» / Defender
- The Battle Begins (1988)
- The Killing Wedge (1988)
- Out of Control (1988)
- Decision Time (1988)
- Entrapment (1989)
- Escape (1989)
- Vengeance (1989)
- Justice Denied (1989)
- Deathgrip (1989)
- The Good Fight (1990)
- The Challenge (1990)
- No Survivors (1990)

Другие романы
- The Confederate (1983)
- The Freeman (1986) (в соавт. с Шарон Ахерн)
- Miamigrad (1987) (в соавт. с Шарон Ахерн)
- Yakusa Tattoo (1988) (в соавт. с Шарон Ахерн)
- Brandywine (1989)
- WerewolveSS (1990) (в соавт. с Шарон Ахерн)
- The Kamikaze Legacy (1990) (в соавт. с Шарон Ахерн)
- The Golden Shield of the IBF (1999) (в соавт. с Шарон Ахерн)
- The Illegal Man (2003) (в соавт. с Шарон Ахерн)
- Written in Time (2010) (в соавт. с Шарон Ахерн)

Серия «Track»
- The Ninety-Nine (1984)
- Atrocity (1984)
- The Hard Way (1984)
- Armageddon Conspiracy (1984)
- Origin of a Vendetta (1985)
- Certain Blood (1985)
- Master of D.E.A.T.H. (1985)
- Revenge of the Master (1985)
- The D.E.A.T.H. Hunters (1985)
- Cocaine Run (1985)

Книги Ахерна выходили в Великобритании, Японии, Франции, Канаде и Польше. На русском выходило его «Руководство покупателя по скрытому ношению оружия» (2010).